# Істина

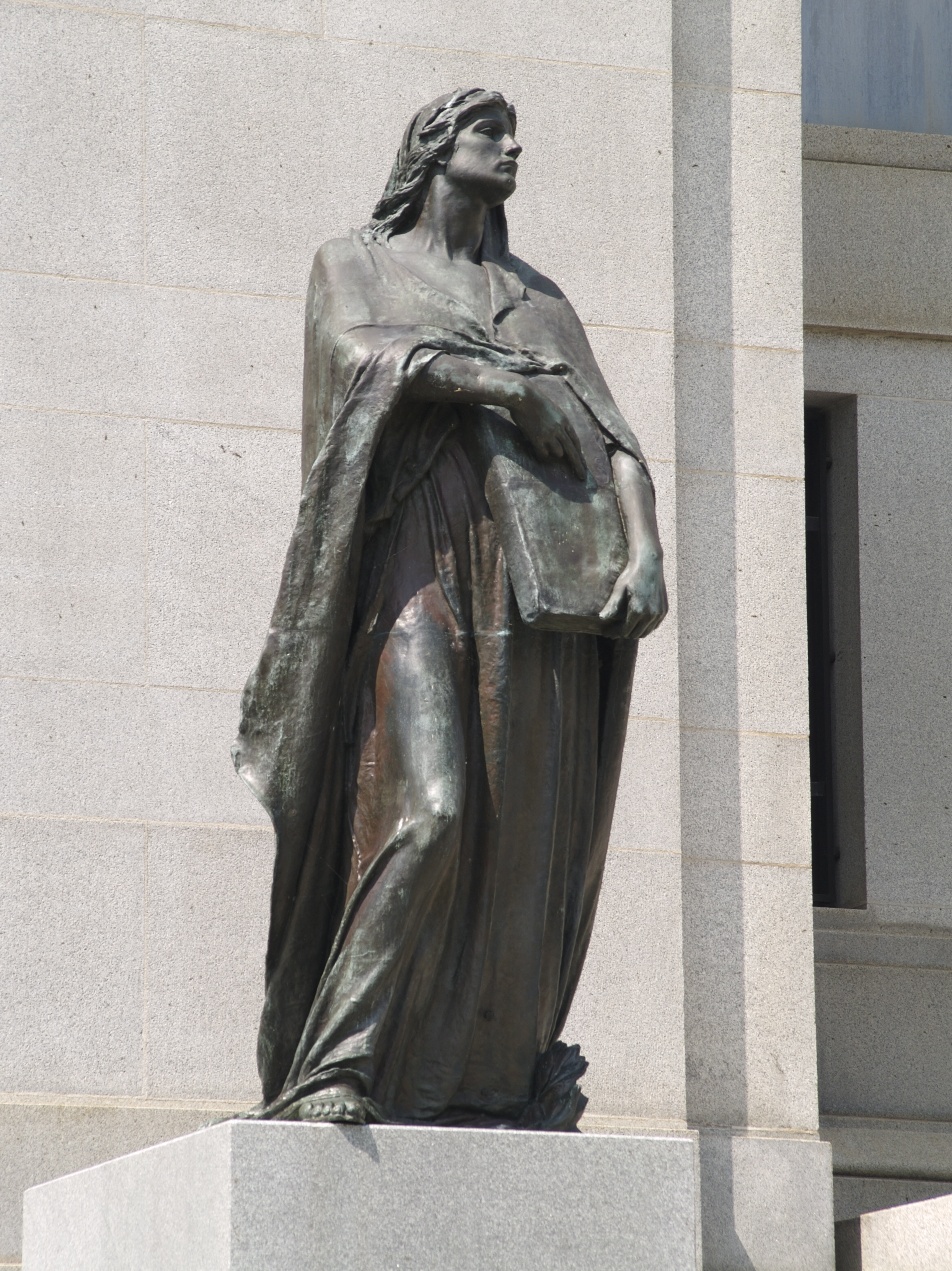

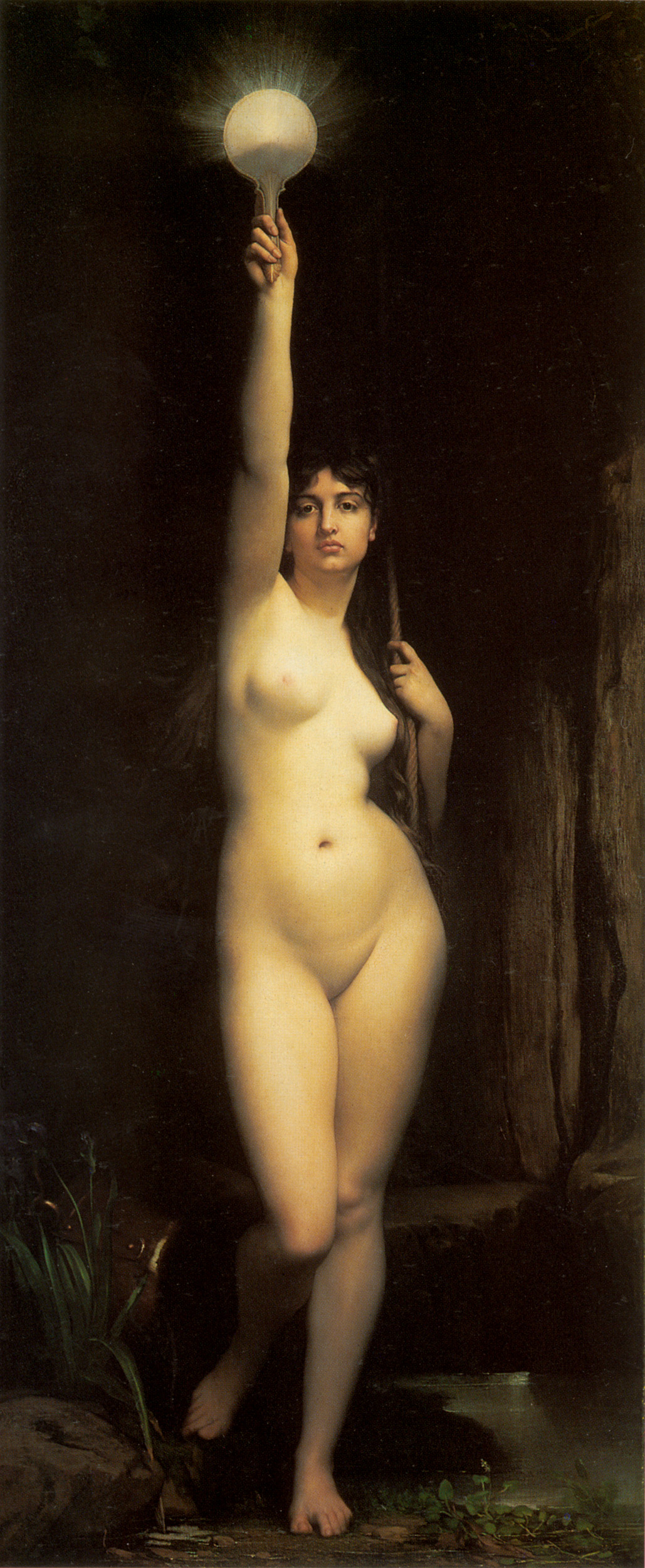
Образ Істини в епоху Нового Часу. Істина в образі жінки. Полотно Жуля Жозефа Лефевра.

І́стина — одна з центральних категорій гносеології (епістемології), правильне відображення об'єктивної дійсності у свідомості людини, її уявленнях, поняттях, судженнях, умовиводах, теоріях об'єктивної дійсності.
Антонімами поняття істина є неправда, брехня, хиба, іноді фальш, облуда. У тлумачному словнику української мови істина трактується також як правда, як положення, твердження, судження, перевірене практикою, досвідом.
Як фундаментальне поняття істина опирається означенню. Надане в радянській енциклопедії означення має недоліком циклічність, оскільки використовує слово «правильне», що саме опирається на поняття істини. Означення із тлумачного словника не має цієї хиби, але опирається на такі складні поняття як перевірка практикою. Стислий огляд різних філософських підходів до визначення істини наведено в розділі Філософія істини.
Поняття істини базове в людській діяльності. У філософії та богослов'ї воно є предметом аналізу. Представники інших видів діяльності: науки, права, журналістики тощо, люди в повсякденному житті, використовують його інтуїтивно, як дане, вважаючи, що істина — це певна відповідність між думками та незалежною реальністю.
У формальній логіці істиною вважають одне з двох логічних значень, яке приписують судженням (висловлюванням). Формальна логіка виходить із певних суджень, що приймаються істинними або хибними, і на основі цих суджень виводить нове синтетичне судження. У мовах програмування «істина» — одне з двох значень, які можуть приймати логічні змінні.

## Суміжні поняття. Види істини
Об'єктивна істина — такий зміст наших знань, що не залежить від суб'єкта за змістом (за формою завжди залежить, тому істина суб'єктивна за формою)[джерело?]. Об'єктивність істини відзначають усі визначення, бо суб'єктивне твердження є лише особистою думкою[джерело?].
Деякі філософи, наприклад Георг Гегель та представники діалектичного матеріалізму, вважають важливим поділ на абсолютну й відносну істини[джерело?]. Такий поділ набуває значення при аналізі наукового знання та ступеня його достовірності[джерело?].
- Абсолютна істина визначається як повне, вичерпне знання[джерело?]. Існування такого знання постулюється, але воно недосяжне на кожному конкретному рівні розвитку науки поза межами банальних тверджень на зразок «Наполеон народився 15 серпня 1769 року»[джерело?].
- Відносна істина — форма вираження істини, яка відображає певну повноту знань, певну міру чіткості і точності, яка досягнена на певному етапі розвитку науки[джерело?].

Істина конкретна. Георг Гегель зазначав: «Якщо істина абстрактна, то вона — не істина. Здоровий людський глузд прагне конкретного.» Цю фразу перефразував і неодноразово використовував Ленін: «Абстрактної істини немає, істина завжди конкретна.»

## Етимологія

Схематичне співвідношення між істиною, знанням та вірою

Слово «істина» є запозиченням із церковнослов'янської мови (ість — справжній, істній). Церковнослов'янське «истина» пов'язане з «истъ» «справжній, істинний», якому відповідає українське «істній».
В українській мові слово «істина», як і його відповідники в ряді інших слов'янських мовах (напр. рос. , болг. истина), пов'язано зі старослов'янським истъ, истовъ «истинный, сущий».
Аналогічне походження мають також слова «істота» та «існувати» (також пол. istota, istnieć), що дало підстави В. Далю говорити про тотожність понять існування і істини.
У польській та чеській мовах іменник «істина» був витіснений іменником «правда» (пол. prawda, чеськ. pravda). Проте різне етимологічне походження слів «істина» і «правда» дає підстави говорити про різне первісне значення — якщо правда характеризує певну модель дії, то істина — модель того, що існує.
У західно-європейських мовах на рівні етимології поняття правди та істини також взаємопов'язані. Зокрема мають спільне походження англ. truth і true, в романських мовах відповідні слова (наприклад, італ. verità) походять від латинського Veritas — імені богині правди в римській міфології.

## Філософія істини
Питання визначення істини є одним із найважливіших в філософії з давніх часів. У Стародавній Греції поняття істини запровадив Парменід як протиставлення думці (у сенсі опінії). Пізніше вчення про істину розроблялося Платоном і Аристотелем[джерело?]. Греки називали істину алетеєю[джерело?], що походить від заперечної частки а та річки забуття Лети. Тобто, дослівно алетея (істина) — це незабуття.
Ґаутама Будда закликав «зберігати істину в собі, як єдиний світоч», а «чотири шляхетні істини» були покладені в основу буддистського світогляду. Джайністська філософія наголошує на відносності істини (анекантавада). Точне всебічне знання доступне тільки досконалій особі, а звичайні люди можуть бачити й збагнути тільки окремі аспекти істини. Притримуючись принципу ненасильства в думці, джайни формулються свої твердження за шаблоном «у певному відношенні [щось]».

### Класична філософія
У класичній філософії оформлюються дві альтернативні парадигми трактування істини — одна з них ґрунтується на принципі кореспонденції як відповідності знання об'єктивному стану справ предметного світу (Аристотель, Френсіс Бекон, Спіноза, Дідро, Гельвецій, Гольбах, Фейєрбах, Ленін та інші), інша — на принципі когеренції як відповідності знання іманентним характеристикам ідеальної сфери: утримання Абсолюту (Платон, Гегель та інші), вродженим когнітивним структурам (Августин, Декарт), самоочевидності раціоналістичної інтуїції (Теофраст), чуттєвим відчуттям суб'єкта (Юм), апріорним формам мислення (Кант), цільовим установкам особистості (прагматизм), інтерсуб'єктивним конвенціям (Пуанкаре) тощо.

Так, Аристотель у своєму трактаті «Метафізика» писав:
|  | «Казати про суще, що його немає, або про не-суще, що воно є, – значить говорити хибно; а казати, що суще є і не-сущого немає, – значить говорити істинно» |

Подібне протиставлення того, що існує, тому, чого немає, як істинного неправдивому, зустрічається і в діалозі «Кратил» Платона, де Гермоген дає ствердну відповідь на питання Сократа:
|  | «У такому випадку той, хто говорить про речі відповідно до того, які вони є, правду говорить, той же, хто говорить про них інакше, бреше?» – «Так.» |

Принцип когеренції і, відповідно, когерентні теорії істини називаються так тому, що вимагають узгодження окремого твердження з усією системою тверджень. Тому в таких філософських побудовах твердження взаємно підтримують одне одне.
Конструктивістські теорії вважають істину соціальним конструктом. У консенсусних теоріях істина — те, про що існує згода певної групи людей. Ця група може включати все людство, але й може бути окремою групою. Плюралістичний підхід відзначає, що для тверджень різного роду можливі різні підходи до істини: в етиці, наприклад, застосовний принцип когеренції, тоді як у науці — принцип кореспонденції, тобто відповідності реальному світу
.
Кореспондентська теорія лягла в основу визначення істини в діалектичному матеріалізмі, в якому істинними визнаються уявлення, що правильно відображають об'єктивну дійсність. В. І. Ленін називав істинними уявлення, що «…не залежить від суб'єкта, не залежить ні від людини, ні від людства…» Водночас Ленін стверджував, що критерієм істини є практика, що відповідає підходу до проблеми істини в прагматизмі[джерело?]. Водночас історичний матеріалізм Маркса відзначає класовий характер істини, що відповідає конструктивіському підходу[джерело?].

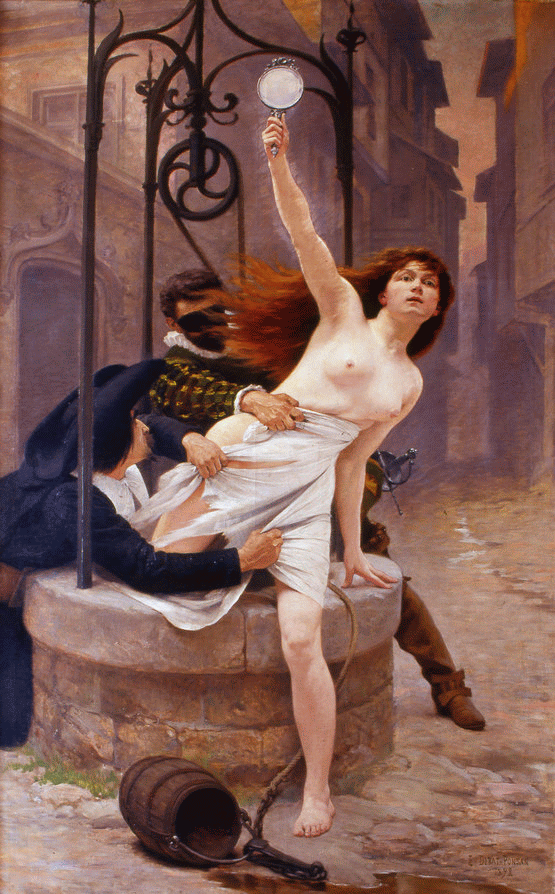
Nec mergitur, або Вона не тоне; або Правда покидає колодязь. Правда випливає з колодязя, рятуючись від клерикального лицемірства та військової сили справи Дрейфуса, мерія Амбуаза, полотно Едуар Деба-Понсана

### Некласична філософія
У некласичній філософії істина позбавлена об'єктивного статусу й мислиться як форма психічного стану особистості (К'єркеґор), як цінність, що «не існує, але означає» (Ріккерт[джерело?] й у цілому баденська школа неокантіанства[джерело?]), феномен метамови формалізованих систем (Тарський
), спекулятивний ідеальний конструкт (Ніколай Гартманн) тощо. У контексті філософії життя й філософської герменевтики, що дистанціюють пояснення й розуміння як взаємовиключні когнітивні стратегії, феномен істини виявляється принципово несумісним з науковим номотетичним методом (Гадамер)) і реалізує себе сугубо в контексті мовної реальності, що практично трансформує проблему істинності в проблему інтерпретації[джерело?]. Паралельним вектором некласичного трактування істини виступає позитивізм, у контексті якого істина також трактується як феномен сугубо мовного ряду, конституючись у контексті проблеми верифіковуваності[джерело?].
Постмодерна філософія уникає формулювання проблеми істини взагалі, оскільки як єдина й гранична предметність в постмодернізмі виступає текст, що розглядається як самодостатня реальність, співвідношення якої до реальності об'єктивної не є актуальним. Мішель Фуко позначає статус істини як рід «ефекту», що виникає в результаті когнітивного вольового зусилля (через процедуру фальсифікації): «воля до істини… має тенденцію робити на інші дискурси свого роду тиск і щось начебто примусової дії»
.
Постмодернізм бачить свою програму у відмові від «дзеркальної теорії пізнання»; якщо для класичної філософії «головними ціннісними категоріями… є адекватність, правильність і сама Істина» (Фредрік Джеймсон), то у постмодерній філософії процес пізнання зазнає вирішального «зрушення», що полягає в переорієнтації з фігури «безпристрасної точки зору індиферентного спостерігача» до фігури «взаємодії учасника» (Тулмін)[джерело?]. Істина розглядається як «сукупність правил, відповідно до яких істинне відокремлюють від помилкового й зв'язують із істинним специфічні ефекти влади» (Фуко)[джерело?].
Найважливішим аспектом розгляду істини виступає аспект соціально-політичний: в основі будь-якої постмодерністської аналітики істини завжди лежить та презумпція, що, за словами Фуко, «істина належить цьому світу, у ньому вона виробляється за допомогою численних примусів, і в ньому вона має у своєму розпорядженні регулярні ефекти влади».

### Філософія Об’єднання
У Філософії Об’єднання істина (абсолютна істина) розуміється як вічний, незмінний Логос-закон, що походить від Абсолютного Бога й нероздільно поєднаний із Його абсолютною любов’ю; ці дві реальності співвідносяться, як тепло і світло в сонячному промінні. Абсолютна істина проявляється через універсальний принцип "існування заради інших", який означає, що всі істоти у Всесвіті створені не для себе, а для служіння цілому та, зрештою, Богу. Пізнання абсолютної істини можливе лише тоді, коли людина керується Божою любов'ю, адже заперечення Бога позбавляє її універсального мірила пізнання. Істина, названа також «Небесним шляхом», проявляється у гармонійній дії віддавання-приймання між суб’єктом і об’єктом, що реалізується через сім принципів: корелятивність, цілеспрямованість і зосередженість, порядок і позицію, гармонійність, поєднання індивідуальності та взаємопов’язаності, збереження ідентичності поряд із розвитком, а також коловий рух, які забезпечують існування й розвиток усіх істот Всесвіту.

## Релігійні розуміння істини

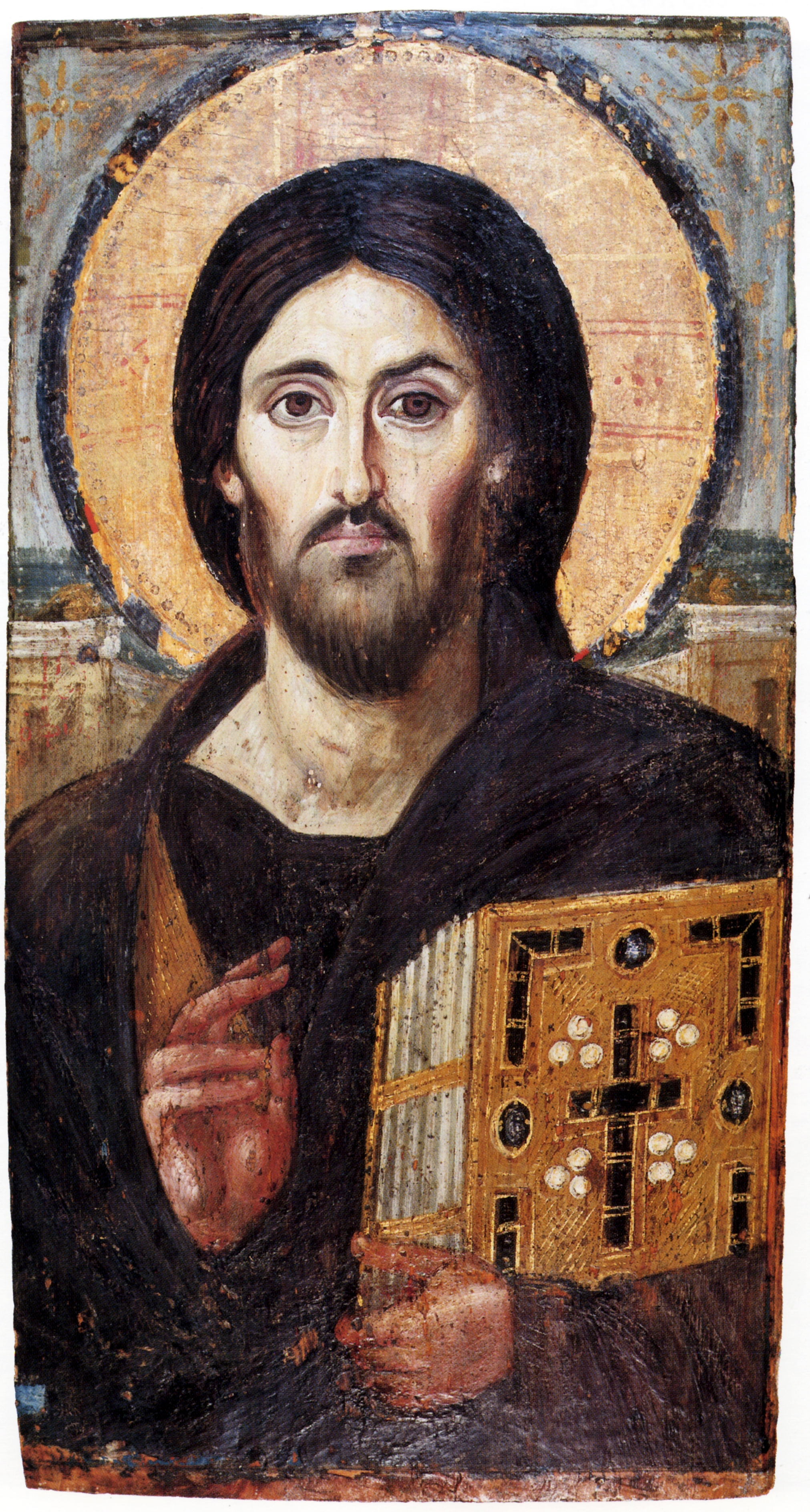
Христос Пантократор (Синай) найдавніша ікона (VI стю) Ісус до нього: «Я - путь, істина і життя! Ніхто не приходить до Отця, як тільки через мене»

Питаннями пов'язаними з пошуком істини, розумінням буття так чи інакше займаються всі відомі віровчення (християнство, мусульманство, юдаїзм, буддизм, індуїзм, конфуціанство, даосизм, тенгріанство, діалектичний матеріалізм, язичництво і т. д.).
Християнство ототожнює істину з особою Сина Божого — Ісуса Христа, якому приписуються слова: «Я — дорога, і правда (ἀλήθεια), і життя» (Ів. 14:6). У свою чергу, вчення про Св. Трійцю може трактуватися як твердження про єдність Істини, Правди з Сущим, з Життям, а отже, брехні, неправди — зі смертю. Протиставлення істини брехні, як божественного диявольському прослідковується і в інших епізодах євангелія. Показовим є запитання Понтія Пілата до Христа — «що є істина», яке в євангельській оповіді лишається без відповіді (Ів. 18:37). В інших словах Христа «Ваш батько диявол, і пожадливості батька свого ви виконувати хочете. Він був душогуб споконвіку, і в правді не встояв, бо правди нема в нім. Як говорить неправду, то говорить зо свого, бо він неправдомовець і батько неправді.» (Ів. 8:44). Цим підкреслюється, що спрямованість волі розумних істот визначає їх причетність або до істини і до вічного життя (вічного буття), або до брехні — вічної смерті і небуття. Після гріхопадіння перших людей всі люди схильні до впливу диявола, тому пророк Давид у поспіху казав: «Кожна людина говорить неправду!» (Пс. 115:1-2). Воскресіння Христове народжує надію на виправлення людської природи. Таким чином, у християнстві істина — це рятівна Особистість.
У більшості східних релігій, зокрема в індуїзмі та буддизмі при всій їхній різноманітності істина розуміється як слово Учителя, що вказує вірний шлях до спасіння. Якщо наявність душі заперечується (буддизм) або ставиться під питання (давньокитайська традиція), то істина — це подолання ілюзії на користь справжнього образу дійсності, або шлях відновлення світової гармонії, наприклад, через шанування традицій в (конфуціанстві), законів Імперії (легізму) тощо. Отже, у вченнях Далекого Сходу істина розуміється як рятівне Знання.
В юдаїзмі істина − розуміється як вірність заповідям, які були передані «від Бога» і викладені в Талмуді. У ряді книг істинним називається також сам і Бог, що є «милосердний, і милостивий, довготерпеливий, і многомилостивий та правдивий» (Вих. 34:6, також Єр. 10:10). Подібної позиції додержуються і мусульмани, для яких істиною є слова
пророка Мухаммеда, викладені в сурах Корану, що ведуть до блаженного існування. Таким чином, в юдаїзмі та ісламі істина − це рятівний Закон.
Попри різний підхід до наукового і релігійного розуміння істини, на думку Фоми Аквінського ці підходи не є взаємовиключними. Фома Аквінський розглядає наукові істини як «істини розуму», а християнські істини як «істини одкровення», проте обидві вони на думку філософа походять від Бога, тож не можуть суперечити одна одній. Ставлячи істину одкровення вище істини розуму, саме Аквінський однак сформулював поняття істини як «відповідність речі та інтелекту» (Veritas est adaequatio rei et intellectus) і вважав задачею філософії логічне пояснення божественних істин.
Згідно з Божим Принципом, істина є абсолютною, вічною та незмінною, її джерелом є Бог, але грішному людству вона розкривається поступово. Біблія розглядається як запис Божих одкровень, однак в останні дні очікується нове вираження істини, яке має поглибити розуміння Біблії для завершення людством незавершеного. Ця нова істина повинна відповідати вже існуючим одкровенням і глибше розкривати їхній зміст, не суперечачи їм.

## Позитивні науки та істина
Ернест Резерфорд
У суспільно-гуманітарних, природничих, технічних і науках під істиною розуміють відповідність її положень можливості емпіричної або теоретичної перевірки[джерело?]. З одного боку, істина постає як мета наукового пізнання, а з іншого — самостійна цінність, що забезпечує принципову можливість наукового знання збігатися з об'єктивною реальністю[джерело?]. Сама наука при цьому є безмежним процесом досягнення такого збігу, рух від знання обмеженого, приблизного до все загальнішого, глибокого і точного. Дещо обмежене застосування поняття істини в літературознавстві, де термін істини може стосуватися тільки позаестетичної реальності, однак втрачає свій науковий статус при розгляді «художньої правди», в якій відбувається синтез об'єктивного і суб'єктивного.
Говорячи про наукове пізнання, розрізняють абсолютну і відносну істини, що є складовими об'єктивної істини. Абсолютним вважається таке знання, яке повністю вичерпує предмет і не може бути спростоване при подальшому розвитку пізнання. Натомість відносна істина відображає об'єкт не повністю, а у відомих межах, умовах, відносинах, які постійно змінюються і розвиваються. Розвиток науки таким чином являє собою постійний рух до оволодіння абсолютною істиною. В той же час абсолютизація відносної істини може ввести науковця в оману.

## Виноски
1. 1 2  Философский словарь. К., «А. С. К.», 2006 ISBN 966-539-429-0
2. 1 2 3 4 5  Велика радянська енциклопедія, 3-тє видання. Стаття «Істина [Архівовано 25 червня 2010 у Wayback Machine.]»
3. ↑  В. А. Буслинський, В. Ю. Алексєєв, П.І Скрипка, Л. М. Кусок. Філософія. навчальний посібник. — К., КСУ 2002, 16 др.аркушів. тема 6 [Архівовано 7 березня 2010 у Wayback Machine.]
4. 1 2 3 4  Великий тлумачний словник сучасної української мови. © Видавництво «Перун», 2005. 250 тис. слів та словосполучень, див. також електронну версію[недоступне посилання з червня 2019]
5. ↑  Гасяк О. С. Формальна логіка: короткий словник-довідник. — Чернівці: Чернівецький нац. ун-т, 2014. — 200 с.
6. ↑  Фреге Готтлоб. Логика и логическая семантика: Сб. трудов/Пер. с нем. — М.: Аспект Пресс, 2000. — 512 с. ISBN 5-7567-0128-1.
7. ↑  Георг Гегель. «Лекции по истории философии» («Введение», 1816)
8. ↑  В. И. Ленин «Что делать?» (1902)
9. 1 2  Етимологічний словник української мови: У 7 т. / Ред-кол.: О. С. Мельничук (голов.ред.) та ін. — К.: Нак.думка, 1983.  — (Словники України) ISBN 966-00-0785-Х
10. ↑  Fasmer M. Russisches etymologisches Worterbuch. Heidelberg, 1950—1958; переклад російською: Фасмер М. Этимологический словарь русского языка. [Архівовано 8 серпня 2021 у Wayback Machine.] — 1-е изд. — Т. 1-4. — М., 1964—1973.
11. 1 2  Бобылева Е. Ю. Этимологическое основание философских категорий «правда» и «истина», как архитипичных
12. ↑  «Всё что есть, то истина, не одно ль и то же есть и естина, истина?». — Даль В. Толковый словарь живого великорусского языка Т.2 М. 1955. — C.60.
13. ↑  Merriam-Webster dictionary. Архів оригіналу за 10 квітня 2010. Процитовано 17 липня 2010.
14. ↑  Parmenides, The Stanford Encyclopedia of Philosophy. Архів оригіналу за 14 березня 2015. Процитовано 27 грудня 2017.
15. ↑  Цитата за книгою «Эрих Фромм: Человек для себя» [Архівовано 26 червня 2010 у Wayback Machine.]
16. ↑  Jaini, Padmanabh (1998). The Jaina Path of Purification. New Delhi: Motilal Banarsidass. с. 91. ISBN 81-208-1578-5.
17. ↑  Koller, John M. (2000). Syādvadā as the Epistemological Key to the Jaina Middle Way Metaphysics of Anekāntavāda. Philosophy East and West. Honolulu. 50 (3). doi:10.1353/pew.2000.0009. ISSN 0031-8221. JSTOR 1400182.
18. ↑  Matilal, B.K. (1981), The Central Philosophy of Jainism (Anekāntavāda) (PDF), L.D. Series 79, Ahmedabad
19. 1 2 3  David, Marion (2005). «Correspondence Theory of Truth» [Архівовано 2014-02-25 у Wayback Machine.] in Stanford Encyclopedia of Philosophy
20. 1 2  В. И. Ленин. Полн. собр. соч., 5 изд., т. 18, с. 123
21. ↑  De Laguna, Theodore (November 1906), Science and Hypothesis by H. Poincaré, Reviews of Books, The Philosophical Review, 15 (6): 634—641, JSTOR 2177514.
22. ↑  Russell, B. (July 1905), Science and Hypothesis by H. Poincaré, Critical Notices, Mind, 14 (55): 412—418, JSTOR 2248430.
23. ↑  Платон. Кратилус. 385b, переклад англійською [Архівовано 22 липня 2014 у Wayback Machine.], переклад російською [Архівовано 18 листопада 2009 у Wayback Machine.]
24. ↑  Encyclopedia of Philosophy, Vol.2, «Coherence Theory of Truth», auth: Alan R. White, pp. 130–31 (Macmillan, 1969)
25. ↑  See, e.g., Habermas, Jürgen, Knowledge and Human Interests (English translation, 1972), esp. Part III, pp. 187 ff.
26. ↑  Rescher, Nicholas, Pluralism: Against the Demand for Consensus (1995).
27. ↑  Truth as One and Many (Oxford: Oxford University Press, 2009).
28. ↑  Ленін В. І. Матеріалізм і емпіріокритицизм. Крит. замітки про одну реакційну філософію. Київ, Політвидав України. 1979, 371 с.
29. ↑  Watts, Michael. Kierkegaard, Oxford: Oneworld Publications, 2003
30. ↑  Tarski's Truth Definitions [Архівовано 30 серпня 2006 у Wayback Machine.] (an entry of Stanford Encyclopedia of Philosophy [Архівовано 27 грудня 1996 у Wayback Machine.])
31. ↑  Alfred Tarski, 1944. The Semantic Conception of Truth and the Foundations of Semantics [Архівовано 13 травня 2011 у Wayback Machine.]. Philosophy and Phenomenological Research 4.
32. ↑  Nicolai Hartmann, New Ways of Ontology, Westport: Greenwood Press, 1952 (Reprinted with a new introduction by P. Cicovacki, Transaction Publishers, 2012).
33. ↑  Hans-Georg Gadamer Wahrheit und Methode. Grundzüge einer philosophischen Hermeneutik (Істина і метод. Основи філософської герменевтики) — 1960 р.
34. ↑  Енциклопедія постмодернізму. Мінськ, 2001
35. ↑  Foucault, M. «The Order of Things», London: Vintage Books, 1970 (1966)
36. ↑  Postmodernism, or, The Cultural Logic of Late Capitalism. Durham, NC: Duke University Press. 1991.
37. ↑  Стаття в енциклопедії «История философии» [Архівовано 20 грудня 2011 у Wayback Machine.], Мн.: Интерпрессервис; Книжный Дом. 2002
38. ↑  Розділ 2. Взаємопов'язане тіло. Філософія Об’єднання (укр.). Процитовано 30 червня 2025.
39. ↑  Розділ 3. Кантіанська та марксистська епістемології з точки зору філософії Об'єднання. Філософія Об’єднання (укр.). Процитовано 30 червня 2025.
40. ↑  Мень А. Сын Человеческий. Архів оригіналу за 16 вересня 2010. Процитовано 17 липня 2010.
41. ↑  Кохановский В., Яковлев В. История философии. Архів оригіналу за 12 вересня 2010. Процитовано 17 липня 2010.
42. ↑  Армстронг К. История Бога: Тысячелетние искания в иудаизме, христианстве и исламе. Архів оригіналу за 21 липня 2010. Процитовано 17 липня 2010.
43. ↑  Kraml H. Wahrheitstheorien. Manuskript der Vorlesungen am Institut für Christliche Philosophie der Katholisch-Theologischen Fakultät der Leopold-Franzens-Universität Innsbruck. / Hans Kraml. — Innsbruck, 2005.
44. ↑  orlyk, andres (2 квітня 2023). Істина. Originpedia (укр.). Процитовано 30 червня 2025.
45. ↑  Розділ 5. Останні дні, нова істина та наше ставлення. 8books.net (укр.). Процитовано 30 червня 2025.
46. ↑  Словник літературознавчих термінів. Архів оригіналу за 18 грудня 2009. Процитовано 17 липня 2010.